# Chilperik II av Burgund
Chilperik II död omkring 490, var en burgundisk kung.
Chilperik II efterträdde omkring 480 sin farbror Chilperik I som kung över delar av Burgund.